# Omar Bongo
El Hadj Omar Bongo Ondimba (ur. jako Albert-Bernard Bongo 30 grudnia 1935 w Lewai, zm. 8 czerwca 2009 w Barcelonie) – gaboński polityk, minister, wiceprezydent w latach 1966–1967, prezydent Gabonu od 1967 do 2009. Rządził przez 42 lata. Jego następcą został wybrany syn, Ali Bongo Ondimba.
Omar Bongo, człowiek niskiej postury, po ukończeniu służby wojskowej rozpoczął pracę w administracji publicznej. W latach 60. XX w., jako młody urzędnik, objął kluczowe stanowiska w administracji prezydenta Léona M’by. Był szefem jego gabinetu, ministrem, a w 1966 został wiceprezydentem Gabonu. W 1967, po śmierci M’by, przejął władzę w państwie. Wprowadził jednopartyjny system rządów. Jego Gabońska Partia Demokratyczna do 1990 pozostawała jedyną legalnie działającą partią polityczną. W 1973, jako jedyny kandydat, po raz pierwszy wygrał wybory prezydenckie. W następnych latach sześciokrotnie uzyskiwał reelekcję (w 1979, 1986, 1993, 1998, 2005). W 1990, dzięki interwencji wojsk francuskich, przywrócił spokój w państwie, po fali strajków z powodu złej sytuacji ekonomicznej. Zmarł w czasie pełnienia urzędu, w barcelońskiej klinice, gdzie był leczony na raka jelita grubego.
Na arenie międzynarodowej wielokrotnie angażował się w proces pokojowego rozwiązywania sporów w Afryce. Utrzymywał szczególnie bliskie stosunki z Francją. Prowadził politykę z wszystkimi prezydentami V Republiki. 
Bongo był jednym z najbogatszych ludzi na świecie. Jego majątek był kilkakrotnie przedmiotem dochodzenia. Był oskarżany o korupcję i czerpanie zysków ze sprzedaży gabońskiej ropy naftowej. W 2009 francuska prokuratura wszczęła przeciw niemu śledztwo w sprawie defraudacji środków państwowych i zakup za nie francuskich nieruchomości i luksusowych samochodów. Sprawując władzę przez ponad cztery dekady, był jednym z ostatnich afrykańskich „wielkich przywódców”.

## Edukacja i młodość
Albert-Bernard Bongo urodził się 30 grudnia 1935 w mieście Lewai, nazwanym później na jego cześć Bongoville, w prowincji Górne Ogowe. Był najmłodszym spośród 12 dzieci w rodzinie. Pochodził z grupy etnicznej Bateke. Jego rodzice zajmowali się rolnictwem. Gdy miał 7 lat zmarł jego ojciec. Jego oficjalna strona internetowa cytowała: „Nie przyszedł na świat w szpitalnym łóżku i nie miał własnej kołyski ani niani”.
Po ukończeniu szkoły podstawowej i średniej w Brazzaville (stolica ówczesnej Francuskiej Afryki Równikowej), w 1952 podjął pracę w Publicznych Służbach Pocztowych i Telekomunikacyjnych. W 1958 wstąpił do armii francuskiej i rozpoczął szkolenie wojskowe. Uzyskał stopień podporucznika, a następnie porucznika sił powietrznych. Służył w Brazzaville, Bangi i Forcie Lamy (Ndżamena).

## Kariera polityczna
Po uzyskaniu przez Gabon niepodległości w sierpniu 1960 rozpoczął działalność polityczną. W 1960 podjął pracę w Ministerstwie Spraw Zagranicznych. W lutym 1961 pierwszym prezydentem kraju został dotychczasowy premier Léon M’ba, lider partii Bloc Democratique Gabonais (BDG, Gaboński Blok Demokratyczny). W 1961 Bongo prowadził kampanię wyborczą przyszłego ministra zdrowia, M. Sandougouta, przed wyborami parlamentarnymi. W marcu 1962 został wicedyrektorem gabinetu prezydenta M’by, a siedem miesięcy później dyrektorem.
Od 17 do 18 lutego 1964 był przetrzymywany w areszcie w Libreville w czasie, pierwszego w historii kraju, zamachu stanu. Wojsko na dwa dni uwięziło i odsunęło od władzy prezydenta M’bę. Utworzony Komitet Rewolucyjny nowym prezydentem mianował Jean-Hilaire’a Aubame’a. Rebelia została stłumiona przez francuskie wojska powietrznodesantowe, które pokonały zamachowców i przywróciły władzę prezydenta M’by.
W obliczu pogarszającego się coraz bardziej zdrowia M’by, 24 września 1965 został mianowany prezydenckim ministrem, będąc odpowiedzialnym za obronę i współpracę. W sierpniu 1966 został ministrem informacji i turystyki. W tym samym miesiącu prezydent M’ba został przewieziony do szpitala w Paryżu w celu podjęcia leczenia, które kontynuował już do końca życia. M’ba, przy poparciu ze strony prezydenta Francji Charles’a de Gaulle’a, 12 listopada 1966 mianował Bongo wiceprezydentem Gabonu. Tym samym namaścił go na swojego następcę. 19 marca 1967 M’ba wygrał wybory prezydenckie razem z Bongo jako kandydatem na urząd wiceprezydenta. 28 listopada 1967 prezydent M’ba zmarł w szpitalu we Francji. 2 grudnia 1967, z racji sprawowanego urzędu, Bongo został nowym prezydentem Gabonu.

## Prezydent

### Rządy jednopartyjne
Albert-Bernard Bongo został prezydentem w wieku zaledwie 31 lat. Po objęciu stanowiska zwolnił z więzień przeciwników politycznych prezydenta M’by i pozwolił im powrócić na stanowiska w administracji lub do życia prywatnego. W marcu 1968 zadekretował wprowadzenie jednopartyjnego systemu rządów. Zastąpienie wielu partii etnicznych jedną ogólnonarodową miało ułatwić zarządzanie państwem. W tym celu utworzył Gabońską Partię Demokratyczną (PDG, Parti Democratique Gabonais) (powstała z przekształcenia Gabońskiego Bloku Demokratycznego), która do 1990 pozostała jedynym legalnie działającym ugrupowaniem. Motto partii brzmiało: „Dialog-Tolerancja-Pokój”.
Wprowadzenie rządów jednopartyjnych zapewniło prezydentowi i klasie rządzącej środki do utrwalania swojej władzy bez konieczności dbania o potrzeby obywateli. Jakikolwiek bunt mógł zostać stłumiony, gdyż francuskie wojska w ramach umowy o współpracy obronnej, zapewniały spokój wewnątrz kraju. W 1969 Bongo rozpoczął ograniczanie wolności związków zawodowych. Do 1973 wszystkie związki zostały zmuszone do przyłączenia się do jednej federacji kontrolowanej przez rząd. Krytyka wyrażona przez studentów i profesorów, a dotycząca niedemokratycznej formy rządów i korupcji finansowej, w 1972 doprowadziła do surowych aresztowań.
Oprócz funkcji prezydenta, Bongo pełnił również inne funkcje rządowe. W latach 1967–1975 był premierem Gabonu, a także ministrem obrony (1967–1981), ministrem informacji (1967–1981), ministrem planowania (1967–1977) oraz ministrem spraw wewnętrznych (1967–1970). W wyborach prezydenckich w 1973 był jedynym kandydatem na to stanowisko, zdobywając 99,56% głosów poparcia.
W kwietniu 1975 zniósł stanowisko wiceprezydenta, które zajmował Léon Mébiame, mianując go w zamian nowym premierem kraju. Mébiane pozostał szefem rządu do czasu rezygnacji w 1990. Przed wyborami prezydenckimi w 1979 Bongo objechał kraj, nawołując do jedności narodowej i zakończenia plemiennych konfliktów. W swojej administracji, przez cały okres prezydentury, potrafił zachować delikatną równowagę etniczną. W wyborach w 1979 po raz kolejny był jedynym kandydatem. Uzyskał 99,96% głosów poparcia.
Pierwsze ruchy opozycyjne wobec władzy Bongo zaczęły powstawać pod koniec lat 70. XX w., kiedy pojawiające się trudności ekonomiczne stawały się coraz bardziej dotkliwe dla mieszkańców kraju. Pierwszą zorganizowaną, lecz nielegalną, partią opozycyjną był Mouvement de redressement national (MORENA, Ruch Odbudowy Narodowej). Jako umiarkowanie ugrupowanie opozycyjne zorganizował demonstrację studentów i pracowników naukowych na Uniwersytecie Omara Bongo w Libreville w grudniu 1981, w wyniku którego uczelnia została tymczasowo zamknięta. MORENA oskarżał prezydenta o korupcję, osobistą rozrzutność i faworyzowanie własnego plemienia Bateke. Żądał wprowadzenia systemu wielopartyjnego. Do kolejnych aresztowań doszło w lutym 1982, kiedy opozycja rozprowadziła ulotki krytykujące reżim Bongo w czasie pielgrzymki papieża Jana Pawła II. W listopadzie 1982 roku 37 członków MORENA zostało skazanych za przestępstwa przeciw bezpieczeństwu narodowemu. 13 osób dostało wyrok 20 lat ciężkich robót. W połowie 1986 wszyscy skazani zostali ułaskawieni i zwolnieni z odbywania kary. MORENA zobowiązał się do niestosowania przemocy, lecz dalej prowadził podziemną działalność, często z zagranicy.

Gabon, państwo rządzone przez ponad cztery dekady przez jednego człowieka

W 1985 w Gabonie odbyły się wybory parlamentarne. Wszystkie mandaty zdobyli kandydaci PDG. W wyborach prezydenckich w listopadzie 1986 Bongo jako jedyny kandydat zdobył 99,97% głosów poparcia.
W drugiej połowie lat 80. XX w. Gabon dotknęło długotrwałe załamanie gospodarcze. O połowę zmniejszyły się wpływy do budżetu, rząd zamroził płace, wzrosło bezrobocie i niezadowolenie społeczne. W 1988 wybuchł strajk pracowników linii lotniczych Air Gabon oraz innych pracowników sektora publicznego. Sytuacja została rozwiązana dopiero na drodze negocjacji. W 1989 i w 1990 rząd zmuszony był wprowadzić dalsze ograniczenia budżetowe.
We wrześniu 1989 władze poinformowały o odkryciu spisku przeciw prezydentowi. W spisek mieli być zaangażowani członkowie służb bezpieczeństwa oraz prominentni funkcjonariusze publiczni. Mieli działać w porozumieniu z Pierre’em Mamboundou, liderem szerzej nieznanej grupy opozycyjnej z siedzibą w Paryżu, Union des peuples gabonais (UPG). Dwie osoby oskarżone w kraju o udział w zamachu, zmarły w niewyjaśnionych okolicznościach, a Mamboundou został wydalony z Francji i udał się do Senegalu w lutym 1990.
W styczniu 1990 w stolicy Gabonu na nowo wybuchły strajki ludności dotkniętej złą sytuacją gospodarczą kraju. Studenci ogłosili bojkot zajęć, protestując przeciw złym warunkom studiowania i brakom w kadrach akademickich. W lutym strajk rozpoczęli lekarze i nauczyciele, żądając lepszych warunków płacowych. Do protestów przyłączyli się pracownicy telekomunikacji i obsługa lotniska. Prezydent winą za falę strajków obarczył Międzynarodowy Fundusz Walutowy i jego obostrzenia narzucone na Gabon. Ogłosił podjęcie natychmiastowych reform i zwołanie w tym celu narodowej konferencji. Nie uspokoiło to nastrojów. Ponad tysiąc osób, głównie bezrobotnych, splądrowało w Port-Gentil sklepy należące do libańskich handlowców. 21 marca do strajków, obok urzędników i pracowników banków, przyłączyli robotnicy naftowi z Port-Gentil.
27 marca prezydent otworzył posiedzenie konferencji narodowej. Władze wprowadziły godzinę policyjną i zakazały prowadzenia strajków. W swoim przemówieniu stwierdził, że anarchia może zaszkodzić rozwojowi gospodarczemu i odstraszyć zagranicznych inwestorów. W konferencji wzięło udział 2 tysiące delegatów, reprezentujących 70 różnych organizacji politycznych, zawodowych i inne grupy interesu. Uczestnicy opowiedzieli się za natychmiastowym wprowadzeniem systemu wielopartyjnego, utworzeniem Senatu i powołaniu nowego gabinetu do czasu przeprowadzenia wyborów parlamentarnych w październiku 1990. Bongo zaakceptował podjęte decyzje i 3 maja nowym szefem rządu mianował Casimira Oyé-Mbę, znanego bankowca. Prezydent zagwarantował status prawny wszystkim grupom opozycyjnym uczestniczącym w konferencji. 13 z nich utworzyło Zjednoczony Front Opozycyjny. Bongo zrezygnował z funkcji sekretarza generalnego PDG. 22 maja 1990 parlament wprowadził poprawki do konstytucji, ustanawiając w kraju system wielopartyjny oraz skracając kadencję przyszłego prezydenta z 7 do 5 lat z możliwością jednej reelekcji.
23 maja 1990 zamordowany został głośny krytyk prezydenta, Joseph Rendjambe, znany biznesmen i sekretarz generalny opozycyjnej partii Parti gabonais du progres (PGP). Znaleziono go martwego w pokoju hotelowym, najprawdopodobniej przyczyną śmierci było otrucie. Jego śmierć doprowadziła do największych zamieszek w czasie całej prezydentury Bongo. Opozycja oskarżyła prezydenta o śmierć Rendjambe. Jej zwolennicy podpalili kancelarię prezydenta i wzięli za zakładników francuskiego konsula generalnego i 10 pracowników kompanii naftowej. W Port Gentil, rodzinnym mieście Rendjambe i ważnym ośrodku przemysłu naftowego, został ogłoszony stan wyjątkowy. Sytuację uspokoiła dopiero interwencja zbrojna Francji, która w celu zapewnienia bezpieczeństwa 20 tysiącom swoich obywateli i ochrony infrastruktury naftowej, przysłała do Gabonu dodatkowe siły zbrojne.
We wrześniu 1990 odbyły się pierwsze wielopartyjne wybory parlamentarne. Do udziału w nich mogło przystąpić tylko 13 partii uczestniczących w konferencji narodowej. Pierwsza tura głosowania 16 września przebiegła w atmosferze przemocy. Zwolennicy opozycji napadali na lokalne wyborcze i niszczyli urny wyborcze, twierdząc że wybory będą sfałszowane. Największy punkt wyborczy w stolicy musiał zostać zamknięty po tym, jak wyborcy splądrowali budynek i odkryli w nim urny wyborcze wypełnione kartami do głosowania, dopiero co po rozpoczęciu głosowania. Pod naciskiem opozycji, rząd zmuszony był anulować wyniki w 32 ze 120 okręgów. Ostatecznie całe głosowanie zostało unieważnione.
Nowe wybory parlamentarne odbyły się w październiku i listopadzie 1990. Gabońska Partia Demokratyczna zdobyła 63 spośród 120 mandatów. Prezydent Bongo 26 listopada 1990 ogłosił skład rządu jedności narodowej, w którym znaleźli się przedstawiciele opozycji. Szefem gabinetu pozostał Casimir Oyé-Mba.

### Rządy wielopartyjne

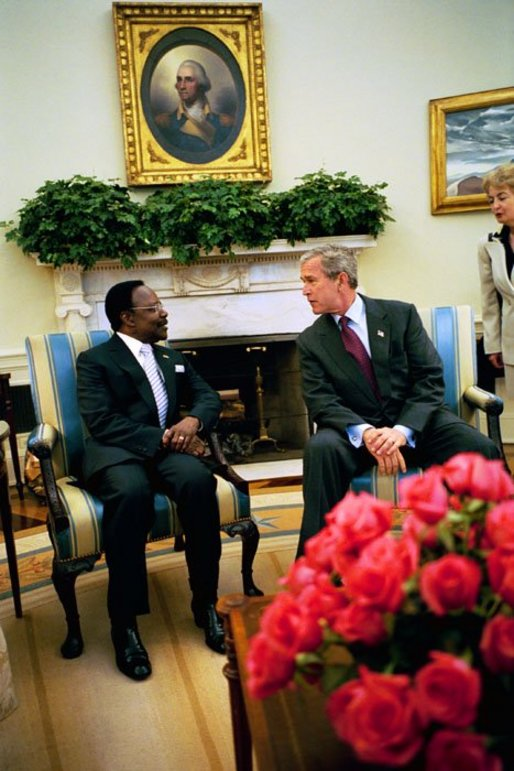
Omar Bongo z prezydentem George’em W. Bushem, Waszyngton, 2004

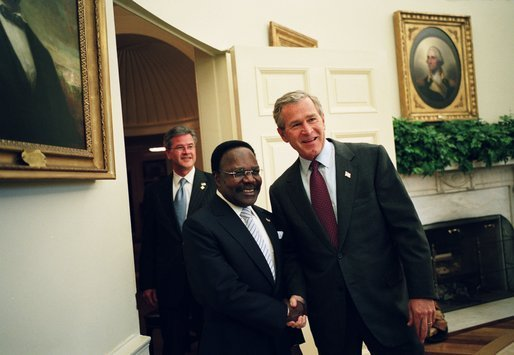
Prezydent Bongo w Białym Domu

5 grudnia 1993 prezydent Bongo wziął udział w wyborach, w których po raz pierwszy kandydatem nie był on sam jeden. Zdobył w nich 51,2% głosów. Kandydat opozycyjnej partii Rassemblement National des Bûcherons (Zgromadzenie Narodowe Drwali), katolicki ksiądz Paul M'ba-Abessole uzyskał 26,5% głosów poparcia. Opozycja zarzuciła prezydentowi sfałszowanie wyników głosowania, kupowanie głosów wyborców i ogłosiła zwycięstwo. Zagroziła również stworzeniem własnego rządu. Obserwatorzy amerykańscy stwierdzili, że wybory były chaotyczne i łatwe do sfałszowana. Nie orzekli jednak, że zostały sfałszowane przez dotychczasową administrację bądź opozycję. W 1994 z powodu kwestionowanych wyników wyborów, w Gabonie wybuchły zamieszki i demonstracje, które sparaliżowały jego funkcjonowanie i doprowadziły na krawędź wojny domowej. Bongo nie zdecydował się na użycie przemocy i zgodził się wziąć udział w specjalnie zwołanej konferencji z przedstawicielami opozycji. We wrześniu 1994 zawarto kompromis, tzw. Porozumienie Paryskie, na mocy którego w Gabonie powstał rząd koalicyjny, działający do wyborów parlamentarnych w 1996.
Wybory parlamentarne w 1996 zdecydowanie wygrała Gabońska Partia Demokratyczna, jednak rok później opozycja uzyskała zwycięstwo w kilku dużych miastach (w tym w Libreville) w czasie wyborów lokalnych. W 1997 parlament uchwalił poprawki do konstytucji, które przywracały stanowisko wiceprezydenta i wydłużały kadencję prezydenta z 5 do 7 lat.
W październiku 1998 Bongo ogłosił swój udział w wyborach prezydenckich 6 grudnia 1998. Podziały na opozycji ułatwiły mu zwycięstwo i zdobycie prawie 67% głosów. Drugi z wynikiem 16,5% był Pierre Mamboundou z opozycyjnej Union du Peuple Gabonais (UPG, Unii Ludności Gabońskiej). Opozycja oskarżyła prezydenta o fałszerstwa wyborcze. Część międzynarodowych obserwatorów określiła wyniki wyborów jako reprezentatywne, pomimo odnotowania nieprawidłowości. Prezydent Bongo odpowiedział na zarzuty, zapraszając swoich krytyków na spotkanie w celu przedyskutowania zmian w prawie, gwarantujących w przyszłości wolne i uczciwe wybory. Pierre Mamboundou odmówił i uznał to za kolejną sztuczkę prezydenta.
21 stycznia 1999 Bongo został zaprzysiężony na kolejną siedmioletnią kadencję, W uroczystości wzięli udział prezydenci Czadu, Angoli, Republiki Środkowoafrykańskiej, Gwinei Równikowej, Wysp Świętego Tomasza i Książęcej, Burundi i Konga.
W grudniu 2001 Gabońska Partia Demokratyczna (PDG) zdecydowanie wygrała wybory parlamentarne po tym, jak główna partia opozycyjna UGP, z obawy przed oszustwami, zbojkotowała głosowanie. Zagraniczni obserwatorzy skrytykowali sposób przeprowadzenia wyborów. Zaznaczyli, że pojawiły się problemy z organizacją głosowania. Po wyborach prezydent zaprosił największą partię opozycyjną księdza Paula M’by Abessole’a do koalicji rządowej.
W lipcu 2003 w Gabonie zniesiono limit dwóch kadencji prezydenckich. Dało to prezydentowi powtórną możliwość ubiegania się o prezydenturę. W październiku 2005 Bongo zdecydował się na start w kolejnych wyborach.
W czasie kampanii wyborczej w listopadzie argumentował, że z racji swojego doświadczenia politycznego jest najlepszym kandydatem na najwyższy urząd w państwie i gwarantuje utrzymanie pokoju i stabilizacji. Taktyka prezydenta polegała na szerokim rozdawnictwie pieniędzy i obietnicach socjalnych. Zjawisko to, nazwane „frankiem wyborczym” polegało na przekazywaniu środków finansowych partiom, grupom społecznym i pojedynczym osobom, które wspierały lub zobowiązywały się wspierać urzędującego prezydenta. Przed samym głosowaniem Bongo ogłosił zwolnienie wszystkich obywateli z opłaty rachunków za wodę i elektryczność za miesiąc listopad. Prowadził szeroko zakrojoną kampanię w mediach i na ulicach stolicy. Z obawy przed zamieszkami zamknął uniwersytet i wprowadził całkowity zakaz manifestacji. Cała kampania przebiegła w atmosferze obustronnej nieufności i podejrzeń
W wyborach prezydenckich 27 listopada 2005 kolejny raz uzyskał reelekcję. Według oficjalnych wyników zdobył 79,2% głosów. Kandydat opozycji, Pierre Mamboundou, zajął drugie miejsce, uzyskując 13,6% głosów poparcia. Opozycja zarzuciła prezydentowi sfałszowanie wyników wyborów, a w Port Gentil doszło do starcia jej zwolenników z policją. 1 grudnia 2005 opozycja zorganizowała demonstrację w stolicy przeciw, jej zdaniem, fałszywym wynikom wyborów. Policja do stłumienia protestu użyła gazu łzawiącego. Aresztowanych zostało ponad 20 osób. 19 stycznia 2006 Omar Bongo został zaprzysiężony na stanowisko prezydenta na kolejną kadencję. W wystawnej uroczystości wzięli udział prezydenci Thabo Mbeki (RPA), Abdoulaye Wade (Senegal), Olusẹgun Ọbasanjọ (Nigeria) oraz król Maroka Mohamed VI.
W wyborach parlamentarnych w grudniu 2006 Gabońska Partia Demokratyczna odniosła zdecydowane zwycięstwo, zdobywając 80 ze 120 mandatów. W listopadzie 2007 prezydent Bongo świętował 40-lecie rządów. Był w tamtym czasie szefem państwa najdłużej pełniącym urząd w Afryce. W uroczystych obchodach uczestniczyło wielu afrykańskich przywódców.

### Choroba, śmierć i sukcesja

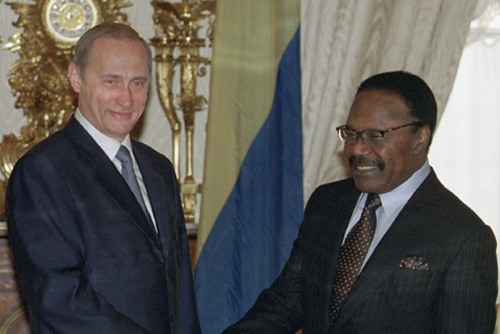
Omar Bongo z prezydentem Władimirem Putinem, Moskwa, 2001

6 maja 2009 Bongo ogłosił zawieszenie pełnienia oficjalnych obowiązków głowy państwa w celu oddania czci zmarłej w marcu żony. 21 maja 2009 do publicznej wiadomości została podana informacja o jego hospitalizacji. Prezydent od kilkunastu dni przebywał w Klinice Quiron w Barcelonie, gdzie przeszedł operację związaną z rakiem jelita. Według doniesień, jego stan był poważny. W szpitalu towarzyszyła mu córka, Pascaline Bongo Ondimba.
7 czerwca 2009 francuska agencja informacyjna AFP oraz magazyn Le Point, powołując się na źródła z bliskiego otoczenia prezydenta, poinformowała o śmierci prezydenta Bongo. Informacja ta została jednak zdementowana następnego dnia przez gaboński rząd. Premier Gabonu Jean-Eyeghe Ndong stwierdził, że „prezydent żyje i ma się dobrze”, a kancelaria prezydenta wydała komunikat oświadczający, że prezydent „kontynuuje wakacje w Hiszpanii po badaniach w klinice Quiron w Barcelonie”. Tymczasem już po południu 8 czerwca 2009 premier Ndong w pisemnym oświadczeniu, poinformował o śmierci prezydenta. Bongo zmarł o godzinie 12:30, powodem zgonu było zatrzymanie akcji serca. W kraju ogłoszono 30-dniową żałobę narodową. Prezydent Francji Nicolas Sarkozy wyraził żal z powodu śmierci prezydenta. Stwierdził, że Francja "towarzyszy obywatelom i władzom Gabonu w tym trudnym czasie". Kongo ogłosiło ośmiodniową żałobę; Republika Środkowoafrykańska siedmiodniową żałobę; Benin, Czad, Gwinea Równikowa i Wyspy Świętego Tomasza i Książęca ogłosiły trzydniową żałobę.
Śmierć Bongo doprowadziła do pierwszego od prawie półwiecza okresu transferu władzy. Stąd też władze Gabonu przedsięwzięły szereg środków bezpieczeństwa. 9 czerwca 2009 syn zmarłego prezydenta i minister obrony Ali Bongo Ondimba, zaapelował do rodaków o zachowanie spokoju. W stan gotowości postawiono służby bezpieczeństwa i zamknięto wszystkie granice kraju: lądowe, morskie oraz powietrzne. Odcięty został dostęp do internetu, a państwowa telewizja rozpoczęła emisję nabożeństw i pieśni religijnych. Ludność stolicy, w obawie przed wprowadzeniem godziny policyjnej, wykupowała żywność ze sklepów. Burmistrz Libreville wprowadził zakaz organizowania dużych zgromadzeń publicznych oraz nakazał zamknięcie barów i klubów nocnych. Na ulicach pojawiły się patrole policji.
9 czerwca 2009 Sąd Konstytucyjny tymczasowym szefem państwa mianował przewodniczącą Senatu, Rose Francine Rogombé. Jej głównym zobowiązaniem była organizacja nowych wyborów prezydenckich. 11 czerwca 2009, po odprawieniu krótkiej ceremonii pogrzebowej w Barcelonie, ciało prezydenta zostało sprowadzone do Gabonu. Na lotnisku i na trasie przejazdu konduktu pogrzebowego zmarłego prezydenta witały tysiące rodaków. Jego ciało zostało wystawione na katafalku w pałacu prezydenckim w Libreville.
16 czerwca 2009 w Libreville odbyły się uroczystości pogrzebowe. W ceremonii wzięło udział 14 urzędujących szefów państw. Francja, utrzymująca bliskie stosunki z Gabonem, była reprezentowana przez prezydenta Nicolasa Sarkozy’ego, byłego prezydenta Jacques’a Chiraca i ministra spraw zagranicznych Bernarda Kouchnera. Obecni byli także prezydenci Beninu, Burkina Faso, Czadu, Demokratycznej Republiki Konga, Gwinei Równikowej, Kamerunu, Konga, Mali, Republiki Środkowoafrykańskiej, Senegalu, Togo oraz Wysp Świętego Tomasza i Książęcej. Przed rozpoczęciem uroczystości prezydent Sarkozy został wygwizdany przez tłum zgromadzonych. Po odprawieniu nabożeństwa w pałacu prezydenckim, na stołecznym Placu Niepodległości odbyła się dwugodzinna parada wojskowa. W uroczystym przemówieniu Ali-Ben Bongo, powiedział, że jego ojciec „przez 40 lat był światłem” dla mieszkańców kraju. Dodał: „My, twoje dzieci, twoja rodzina, składamy uroczystą przysięgę zachować ten płomień wciąż żywym”. 18 czerwca 2009 Omar Bongo został pochowany w swoim rodzinnym mieście Franceville na południowym wschodzie kraju w prywatnej uroczystości z udziałem najbliższych.
30 sierpnia 2009 w Gabonie odbyły się wybory prezydenckie, które miały wyłonić następcę Omara Bongo. W wyborach, jako kandydat PDG, wziął udział jego syn, Ali Bongo Ondimba. Według oficjalnych wyników zdobył 41,79% głosów poparcia i został zwycięzcą wyborów. Wyniki głosowania odrzuciła opozycja, która oskarżyła władze o fałszerstwa. W Port Gentil doszło do trzydniowych zamieszek, a Sąd Konstytucyjny nakazał ponownie liczenie głosów. Okres transferu władzy zakończył się 16 października 2009, kiedy Ali Bongo Ondimba, po potwierdzeniu jego zwycięstwa przed sąd, został uroczyście zaprzysiężony na stanowisku prezydenta Gabonu.

## Polityka zagraniczna
Prezydent Omar Bongo prowadził politykę niezaangażowania, popierając dialog w sprawach międzynarodowych. Od początku lat 70. XX w. liczba państw, z którymi Gabon nawiązał stosunki dyplomatyczne uległa podwojeniu.
W kwestiach wewnątrzafrykańskich opowiadał się rozwojem państw na drodze ewolucji. Dlatego też był szczególnie aktywny na dziedzinie pokojowego rozwiązywania sporów. Obawiając się wzrostu niepokojów w Afryce Środkowej, był bezpośrednio zaangażowany w mediacje pokojowe w Czadzie, Republice Środkowoafrykańskiej, Angoli, Kongu, Demokratycznej Republice Konga i Burundi. W 1986 został odznaczony Nagrodą Pokojową im. Daga Hammarskjölda za wysiłki na rzecz rozwiązania konfliktu granicznego między Czadem i Libią. W sierpniu 1990 poślubił Édith Lucie Sassou-Nguesso, córkę prezydenta Konga Denisa Sassou-Nguesso, co doprowadziło do zacieśnienia współpracy między dwoma państwami. W 1998 prowadził rozmowy pokojowe, zmierzające do zakończenia wojny domowej w Demokratycznej Republice Konga. W grudniu 1999 dzięki jego wysiłkom mediacyjnym podpisano w Kongu porozumienie pokojowe między rządem tego kraju a liderami zbrojnej rebelii. W kwietniu 2001 dzięki jego mediacji obie strony uzgodniły wspólny projekt nowej konstytucji.
Odegrał również znaczącą rolę w mediacji w czasie kryzysu w Wybrzeżu Kości Słoniowej. W styczniu 2000 w Libreville odbył się szczyt przywódców afrykańskich na temat rozwoju gospodarczego i walki z ubóstwem. Gabon był zdecydowanym zwolennikiem stabilności regionu, stąd siły zbrojne tego państwa odegrały ważną rolę w misji CEMAC (Wspólnota Gospodarcza i Monetarna Afryki Centralnej) w Republice Środkowoafrykańskiej. W czerwcu 2002 Bongo zaangażował się w rozwiązanie konfliktu na Madagaskarze między prezydentem Didierem Ratsiraką a Markiem Ravalomananą. W czerwcu 2008 Bongo, wbrew stanowisku wielu przywódców Unii Afrykańskiej, poparł prezydenta Zimbabwe Roberta Mugabe po ogłoszeniu przez niego zwycięstwa w kwestionowanych wyborach prezydenckich. Stwierdził, że „Mugabe został wybrany, złożył przysięgę i jest tutaj z nami, więc jest prezydentem”.

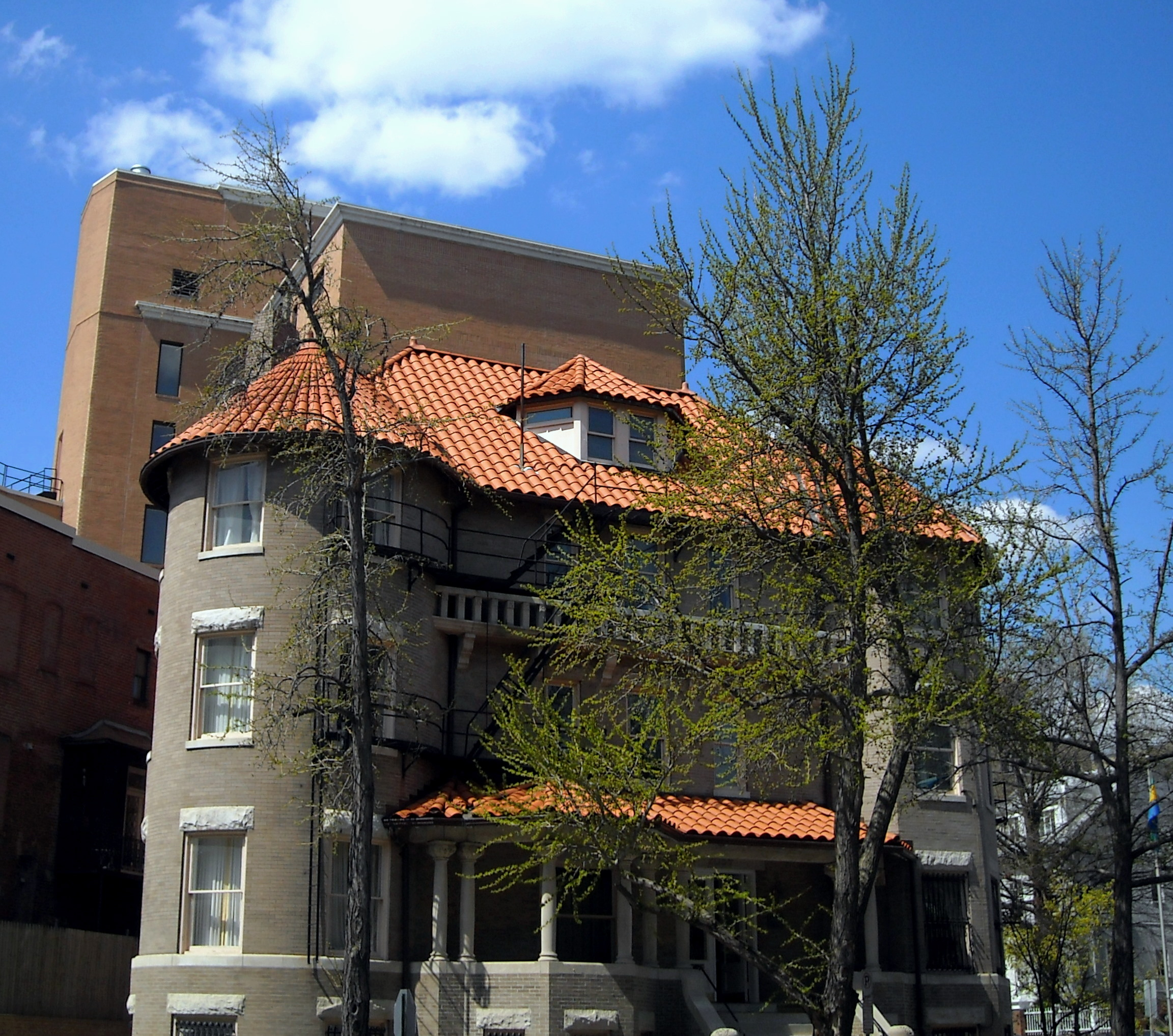
Ambasada Gabonu w Waszyngtonie

Jednym z nielicznym państw, z którym Gabon utrzymywał napięte stosunki była Gwinea Równikowa. Osią sporu była przynależność terytorialna wyspy Mbagne. Oba państwa rościły do niej pretensje, gdyż leżała w rejonie obfitującym w zasoby gazu ziemnego i ropy naftowej. W 1970 prezydent Bongo wysłał wojsko w celu okupacji wyspy. W 1972 państwa zobowiązały się rozwiązać spór polubownie. Porozumienia jednak nie wypracowano. W marcu 2003 konflikt odżył na nowo po tym, jak Bongo wysłał na wyspę gabońskie oddziały paramilitarne.
Stosunki Gabonu ze Stanami Zjednoczonymi układały się w czasie prezydentury Bongo z reguły poprawnie. W 1987 odbył oficjalną wizytę do USA. We wrześniu 2002 sekretarz stanu Colin Powell złożył wizytę w Gabonie. W maju 2004 Bongo spotkał się w Waszyngtonie z prezydentem George’em W. Bushem. Między państwami rozwijała się wymiana handlowa. Stany Zjednoczone importowały z Gabonu ropę naftową i mangan, eksportując w zamian ciężki sprzęt budowlany, maszyny i samoloty.
Bardzo dobrze rozwijały się stosunki gabońsko-chińskie. W 1974 prezydent Bongo udał się z wizytą do Pekinu, gdzie spotkał się z Mao Zedongiem. Państwa współpracowały ze sobą głównie na polu gospodarczym. W 2004 do Libreville przybył przewodniczący Hu Jintao, który podpisał kontrakt na import do Chin gabońskiej ropy naftowej.
W kwietniu 2001 prezydent udał się z oficjalną wizytą do Rosji. W Moskwie spotkał się z prezydentem Władimirem Putinem. Przywódcy podpisali porozumienie o współpracy wojskowej i technicznej oraz porozumienie w sprawie handlu i współpracy w dziedzinie edukacji i kultury. Prezydent Bongo zaproponował Rosji otwarcie w Gabonie centrum serwisowego dla radzieckich i rosyjskich samolotów używanych przez wiele krajów Afryki.
Prezydent Bongo wprowadził Gabon do wielu organizacji międzynarodowych: ONZ, Banku Światowego, Unii Afrykańskiej, Organizacji Współpracy Islamskiej, Ruchu Państw Niezaangażowanych oraz CEMAC (Wspólnoty Gospodarczej i Monetarnej Afryki Centralnej). W latach 1973–1995 Gabon był członkiem OPEC. W 2004 gaboński dyplomata Jean Ping został wybrany przewodniczącym Sesji Zgromadzenia Ogólnego ONZ, a w 2008 przewodniczącym Komisji Unii Afrykańskiej.

## Stosunki z Francją
Gabon bez Francji jest jak samochód bez kierowcy. Francja bez Gabonu jest jak samochód bez paliwa.

Francuska kultura, gospodarka i polityka na długo zdominowała tak mały afrykański kraj jak Gabon. Francuscy i gabońscy dziennikarze pisali o stosunkach dwóch państw, że „Gabon jest skrajnym, graniczącym z karykaturą, przykładem neokolonializmu”. Stosunki z Francją, dawnym mocarstwem kolonialnym, były najważniejszą osią polityki zagranicznej Gabonu. Gabon Omara Bongo stanowił jeden z najważniejszych filarów tzw. Françafrique, systemu relacji i wspólnych interesów Francji z jej dawnymi koloniami w Afryce. Prezydent Bongo prowadził politykę z wszystkimi prezydentami V Republiki: Charles’em de Gaulle’em, Georges’em Pompidou, Valerym Giscardem d’Estaing, François Mitterrandem, Jacques’em Chirakiem i Nicolasem Sarkozym.
Gabon, z bogatymi zasobami ropy naftowej, piątymi pod względem wielkości na świecie złożami uranu (dostarczał uran do francuskich bomb atomowych, które prezydent Charles de Gaulle testował na algierskiej pustyni w 1960), bogatymi złożami żelaza i manganu oraz zasobami drewna, od początku przyciągał szczególną uwagę Pałacu Elizejskiego. Prezydent de Gaulle pragnął przełamać hegemonię anglosaską w handlu naftowym i w tym celu powołał kompanię Elf Aquitaine. Jej filia Elf Gabon rozpoczęła działalność na rynku gabońskim i dzięki korzystnym kontraktom przyniosła Francji wymierne korzyści. Koncern stał się silnym ramieniem Francji w Afryce i narzędziem prowadzenia polityki w regionie. Głównym architektem polityki Francji był Jacques Foccart, prezydencki doradca ds. stosunków z Afryką.

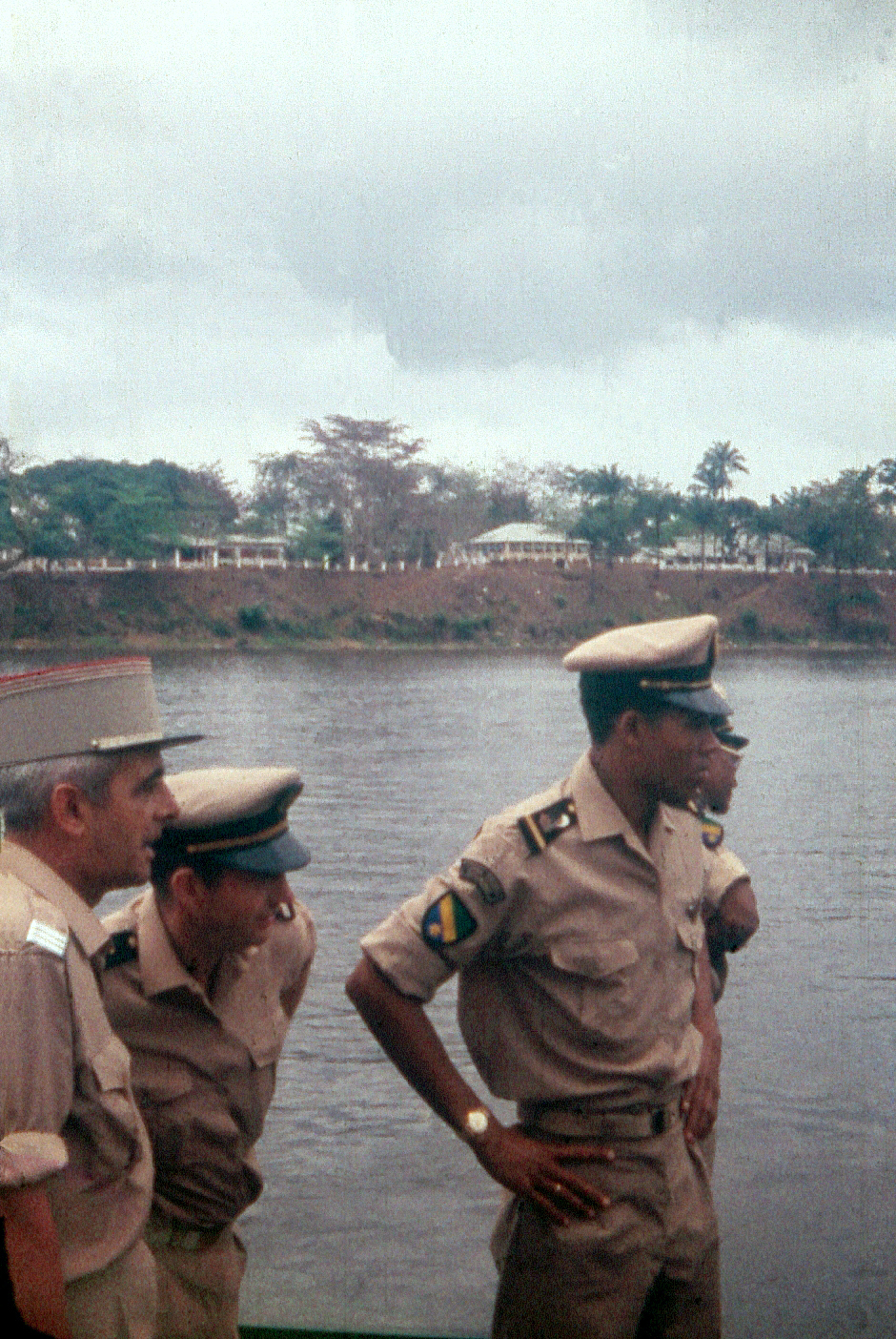
Wojska gabońskie i francuskie. Francja posiadała swoje bazy wojskowe w Gabonie.

Prezydent Bongo ściśle współpracował z Francją również na polu wojskowym. Już wcześniej w 1964, dzięki pomocy francuskich wojsk stłumiono zamach stanu przeciw prezydentowi M’bie. W 1965 Bongo udał się w podróż do Paryża, gdzie odbył długą rozmowę z prezydentem de Gaulle’em. De Gaulle, widząc w nim następcę chorego prezydenta, wypytał go dokładnie o stosunek do Francji i poglądy na temat polityki. Rok później, przy poparciu ze strony Francji, objął stanowisko wiceprezydenta. Francja od czasów prezydenta M’by utrzymywała w Gabonie swoje bazy wojskowe. Jedna z nich Camp de Gaulle w Libreville mieściła ponad 500 żołnierzy. Dodatkowo dostarczała coroczną pomoc wojskową dla gabońskiego sztabu w wysokości 1 mln USD, prowadziła bezpłatne szkolenia dla gabońskich żołnierzy i organizowała wspólne manewry. Francuska obecność wojskowa w kraju zapewniała stabilność rządów prezydenta Bongo. W 1990 wojska francuskie raz jeszcze interweniowały, chroniąc prezydenta przed skutkami zamieszek w kraju.
Za prezydentury Bonga prawie czterokrotnie wzrosła liczba Francuzów mieszkających w Gabonie, z 5 tysięcy w 1960 do 18 tysięcy pod koniec lat 80. W latach 80. połowa gabońskiego importu pochodziła z Francji, a rząd francuski dostarczał Gabonowi pomoc finansową stanowiącą 1/3 wielkości jego budżetu.
Po wprowadzeniu w 1993 systemu wielopartyjnego w Gabonie, Francja zachowała swoje bazy, będąc gwarantem stabilizacji kraju. W 1994 pośredniczyła w rozmowach prezydenta z opozycją i wypracowaniu politycznego kompromisu, tzw. Porozumienia Paryskiego. Bongo spędzał w Paryżu tak wiele czasu, ile tylko mógł, napawając się przyjacielskimi stosunkami z francuskimi prezydentami, a szczególnie z prezydentem Giscardem d’Estaing i prezydentem Chirakiem. Był również podejrzewany o potajemne finansowanie francuskich partii politycznych z różnych obozów politycznych. Były prezydent Giscard d’Estaing oskarżył go o wspieranie kampanii prezydenckiej Jacques’a Chiraca w 1981.
Ton (ale nie treść) stosunków francusko-gabońskich zmienił się po objęciu prezydentury przez Nicolasa Sarkozy’ego. Sarkozy zobowiązał się do utrzymywania bardziej przejrzystych stosunków z afrykańskimi liderami. Zapowiedział prowadzenie „zdrowszych stosunków z Afryką” i przecięcie starych korupcyjnych powiązań z afrykańskimi przywódcami. W lipcu 2007, w czasie swojej pierwszej podróży do Afryki, Sarkozy odwiedził Gabon i spotkał się z prezydentem Bongo. Choć prezydent Francji dalej uważał Gabon za „specjalnego partnera”, do zaognienia wzajemnych relacji przyczyniły się zarzuty francuskich organizacji pozarządowych, oskarżających Bongo i dwóch innych afrykańskich prezydentów o „nadużycia funduszy państwowych”. W marcu 2008 między Francją a Gabonem doszło do napięcia po tym, jak Francja deportowała dwóch Gabończyków, niemających odpowiednich dokumentów. W odpowiedzi prezydent Bongo zagroził wydalaniem francuskich obywateli.

## Zarzuty korupcyjne
Omar Bongo był uważany za jednego z najbogatszych ludzi na Ziemi. W 1997 jego majątek znalazł się w centrum zainteresowania opinii społecznej po tym, jak według raportu Senatu Stanów Zjednoczonych jego wydatki miały wynosić 55 mln funtów rocznie. W 1999 podkomisja amerykańskiego Senatu ds. śledztwa w Citibanku wyliczyła, że Bongo posiadał 130 mln USD na prywatnym koncie bankowym. Pieniądze te mogły pochodzić z funduszy państwowych.
W listopadzie 2005 w Stanach Zjednoczonych pojawiły się zarzuty przeciwko znanemu lobbyście Jackowi Abramoffowi. Miał on domagać się 9 mln USD od Omara Bongo za zorganizowanie spotkania z prezydentem George’em W. Bushem i skierować pieniądze do jednej ze spółek w stanie Maryland. Prezydent Bongo spotkał się z prezydentem Bushem w Białym Domu w maju 2004, dziesięć miesięcy po rzekomej propozycji Abramoffa. Biały Dom określił spotkanie jako rutynowe i zaprzeczył udziałowi Abramoffa w jego przygotowaniu.
W czerwcu 2007, na wniosek dwóch organizacji pozarządowych, francuska policja wszczęła dochodzenie w sprawie majątku prezydenta Bongo. Organizacje te odkryły, że prezydent i jego rodzina posiadają we Francji 39 nieruchomości (m.in. w Paryżu i na Lazurowym Wybrzeżu), 9 samochodów i 70 kont bankowych. Wysunęły również podejrzenie, że majątek ten może pochodzić ze zdefraudowanych pieniędzy pochodzących ze sprzedaży gabońskiej ropy naftowej. Według Transparency International same nieruchomości warte były 190 mln USD.

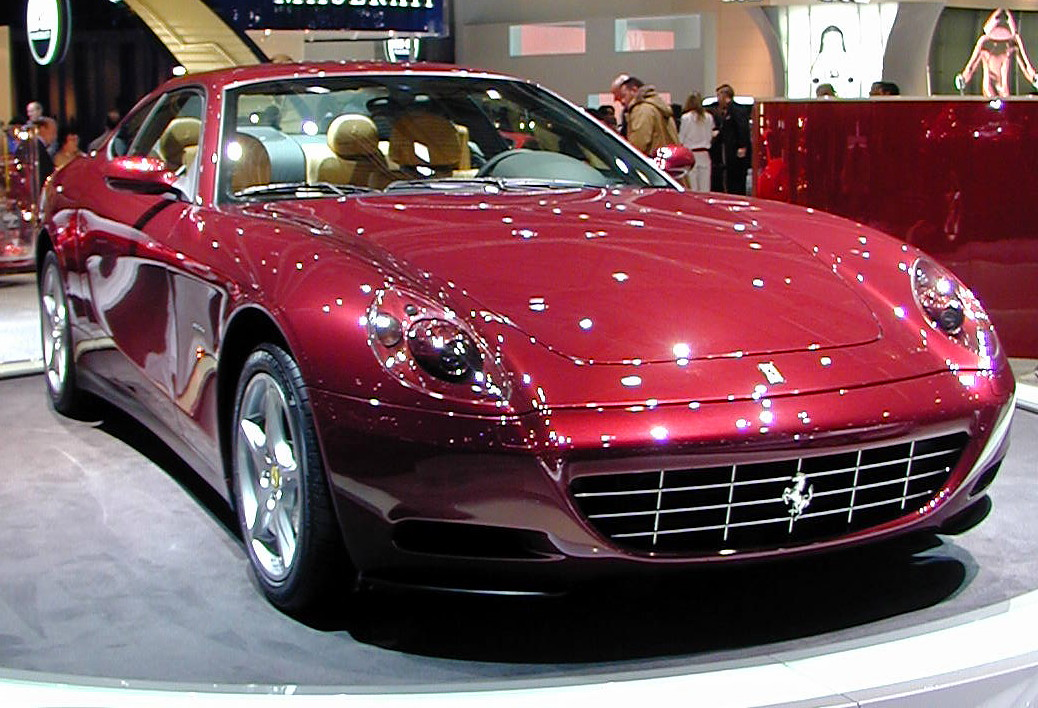
W skład majątku prezydenta wchodziły nieruchomości oraz flota samochodów, w tym model Ferrari 612 Scaglietti

We wrześniu 2007 synowa Bonga, żona Ali-Ben Bonga, w czasie reality show, zatytułowanym Really Rich Real Estate i emitowanym w telewizji American Music Channel VH1, zakupiła posiadłość w Malibu o wartości 25 mln USD. Wiadomość o tym wywołała skandal w jej kraju.
W lipcu 2008, w toku śledztwa, francuskie władze odkryły, że jedną z najbardziej wartościowych posiadłości prezydenta była warta 15 mln funtów willa w pobliżu Pałacu Elizejskiego. W skład jego majątku wchodziło także 9 innych nieruchomości w Paryżu (4 położone przy Avenue Foch w pobliżu Łuku Triumfalnego) oraz 7 w Nicei (w tym 4 wille). Jego żona posiadała natomiast dwa mieszkania w pobliżu Wieży Eiffla oraz nieruchomość w Nicei. Dzięki odczytom z rachunków z kart kredytowych śledczym udało się ustalić kilka transakcji, dokonanych przez rodzinę Bongo, potwierdzających ich ogromny majątek. W lutym 2004 Edith Bono, żona prezydenta, dokonała zakupu samochodu marki Maybach. W 2006 Pascaline Bongo, córka prezydenta, zakupiła Mercedesa o wartości 60 tysięcy funtów. W październiku 2004 Bongo dokonał zakupu Ferrari 612 Scaglietti F1 o wartości 153 tysięcy funtów, a w 2001 jego syn Ali-Ben Bongo kupił Ferrari 456 M GT, wartego 156 tysięcy funtów. Jednocześnie francuskie władze prowadziły odrębne śledztwo w sprawie korupcji w byłej państwowej spółce Elf Aquitaine. Jej kierownictwo zeznało, że co roku przelewało na szwajcarskie konto bankowe prezydenta Bongo sumę 40 mln funtów w zamian za zgodę na eksploatację gabońskich surowców naturalnych.
W lutym 2009 francuski sąd zdecydował o zamrożeniu jego kont bankowych we Francji, co zaostrzyły stosunki pomiędzy dwoma państwami. 6 maja 2009 francuski sąd wszczął dochodzenie przeciwko Omarowi Bongo i dwóm innym afrykańskim przywódcom: prezydentowi Teodoro Obiang Nguemie Mbasogo i Denisowi Sassou-Nguesso, w sprawie kradzieży państwowych środków i zakup za nie francuskich nieruchomości i luksusowych samochodów. 29 października 2009 sąd wstrzymał dochodzenie w tej sprawie, argumentując, że Transparency International nie ma kompetencji do występowania przed francuskimi sądami przeciw zagranicznym szefom państw. Prawnik prezydenta Alego Bongo, syna Omara Bongo, wyraził zadowolenie z tej decyzji, oświadczając, że jego kraj „nie jest przeciwny idei jawności”. TI wyraziła żal z zakończenia dochodzenia i nazwała ten ruch „prawnie wątpliwym”.

## Styl przywództwa
Dowcip, krążący po salonach w Libreville mówił, że najszybszym sposobem zostania ministrem było założenie partii opozycyjnej.

Omar Bongo przez wielu był określany jako jeden z ostatnich afrykańskich „big menów”. Przywódców, którzy doszli do władzy niedługo po uzyskaniu przez kraje Afryki niepodległości, często wskutek zbrojnego przewrotu i którzy nie przejmowali się zasadami demokracji. Ich działaniami kierowała megalomania, przepych władzy i korupcja. Bongo, człowiek drobnej postury, który chodził w butach na wysokim koturnie, traktował Gabon jako swoją własną posiadłość i prywatne państwo. Rządząc przez ponad 40 lat krajem posiadającym zasoby 2,5 mld baryłek ropy naftowej, zgromadził majątek czyniący go jednym z najbogatszych ludzi na świecie. Bogactwo to pozwoliło mu utrzymać się u władzy przez cztery dekady. Część z dochodów przeznaczył na wielkie prace i budowle publiczne. Wiele z nich miało gloryfikować jego osobę. W Gabonie powstał Uniwersytet Omara Bongo oraz lotnisko, szpitale, stadiony i szkoły nazwane jego imieniem. Nazwa jego rodzinnej miejscowości została zmieniona z Lewai na Bongoville. Zamiast pokryć kraj siecią dróg, zbudował transgabońską linię kolejową pośród równikowej dżungli.
Bongo potrafił radzić sobie z przeciwnikami politycznymi. W przeciwieństwie do innych krajów Afryki, w Gabonie za jego rządów nigdy nie doszło do jakiekolwiek zamachu stanu. Sposobem prezydenta na łagodzenie napięć były pieniądze. Dysponując ogromnymi zasobami, korumpował administrację i oficerów wojska. Opozycyjni politycy, którzy krytykowali go publicznie lub przejawiali jakieś ambicje polityczne, byli włączani do rządu i wkrótce zaprzestawali działalności antyprezydenckiej. Jego taktyką było korumpowanie i podkupywanie przeciwników, a nie ich całkowita eliminacja.
Obok wysokiego poziomu korupcji, inną z cech jego rządów był nepotyzm. Najważniejsze stanowiska w rządzie i administracji zarezerwowane były dla popleczników prezydenta i jego najbliższych. Syn, Ali-Ben Bongo sprawował funkcję ministra spraw zagranicznych i ministra obrony, córka Pascaline była ministrem spraw zagranicznych i szefem jego gabinetu, a jej mąż Paul Toungui ministrem finansów oraz szefem dyplomacji.
Bongo, zagorzały frankofil, utrzymywał przyjazne i ścisłe stosunki z Francją. W zamian za koncesje dla francuskich firm naftowych i prawa do eksploatacji ropy, dawne mocarstwo kolonialne było gwarantem jego nieprzerwanych rządów. Bongo, w każdym okresie swoich długich rządów, korzystał również z uroków życia. Włoski projektant odzieży wyjawił, że dostarczał prezydentowi usług prostytutek. Kiedy natomiast w Libreville odbywał się międzynarodowy konkurs piękności, prezydent zapałał sympatią do Miss Peru i zaciągnął ją do swojej sypialni, skąd ta jednak zdołała uciec. Zdarzenie to doprowadziło do napięcia w stosunkach obu państw.
Wśród Gabończyków prezydent Bongo był postrzegany jako charyzmatyczny i prostolinijny człowiek. Jego popularność była spowodowana stabilnością jego rządów. Prezydent dbał szczególnie o utrzymanie aprobaty dla swojej władzy wśród młodych obywateli. Stąd nieraz bezpośrednio angażował się w rozwiązywanie trapiących ich problemów. W 2000 z własnych środków zakupił strajkującym studentom komputery i książki o wartości 1,3 mln USD.

## Życie prywatne
W październiku 1973 Albert-Bernard Bongo przeszedł z katolicyzmu na islam i zmienił imię na Omar. W 2003 dodał do swojego imienia nazwisko Ondimba.
W październiku 1959 poślubił Patience Dabany (Josephine Nkama), gabońską wokalistkę i bębniarkę. Miał z nią dwoje dzieci: syna Alego Bongo Ondimbę (ur. 1959) oraz córkę Albertine Amissę Bongo (1964-1993). W 1956 z innego związku urodziła się pierwsza jego córka, Pascaline Bongo Ondimba, która w latach 1991–1994 była ministrem spraw zagranicznych Gabonu. W 1986 Bongo rozwiódł się ze swoją pierwszą żoną.
W sierpniu 1990 ożenił się ponownie. Poślubił Édith Lucie Sassou-Nguesso, córkę prezydenta Konga Denisa Sassou-Nguesso. Miał z nią dziewięcioro dzieci. Édith Lucie Bongo urodziła się w 1964, z wykształcenia była lekarzem pediatrą. Jako pierwsza dama aktywnie angażowała się w walkę z wirusem HIV i handlem dziećmi. 14 marca 2009, po długiej chorobie w wieku 45 lat, zmarła w szpitalu Rabacie w Maroku. Przez 3 ostatnie lata nie pokazywała się publicznie, a władze państwowe nie poinformowały o bliższej przyczynie jej śmierci. W uroczystościach pogrzebowych uczestniczyło siedmiu afrykańskich prezydentów, w tym jej ojciec.
Bongo był ojcem ponad 30, pochodzących z różnych związków dzieci.

## Wyniki wyborcze
| Wybory prezydenckie | Miejsce | Procent głosów | Liczba głosów | Uwagi           |
| ------------------- | ------- | -------------- | ------------- | --------------- |
| 1973                | 1       | 99,56%         |               | jedyny kandydat |
| 1979                | 1       | 99,96%         |               | jedyny kandydat |
| 1986                | 1       | 99,97%         |               | jedyny kandydat |
| 1993                | 1       | 51,2%          |               |                 |
| 1998                | 1       | 66,88%         | 211 955       |                 |
| 2005                | 1       | 79,18%         | 275 819       |                 |

Źródło: AFRICAN ELECTIONS DATABASE, Black Biography: Omar Bongo.